# Microtoena pauciflora
Microtoena pauciflora là một loài thực vật có hoa trong họ Hoa môi. Loài này được C.Y.Wu mô tả khoa học đầu tiên năm 1965.